# لانس أو ميدوز
موقع لانس ميدوز (بالفرنسية: L'Anse aux Meadows)‏ ومعناها خليج قناديل البحر هو موقع أثاري وأطلال مستوطنة للفايكنغ تقع في أقصى الطرف الشمالي لجزيرة نيوفوندلاند في مقاطعة نيوفوندلاند وللبرادو .أكتشف الموقع عام 1960 وهو أشهر مستوطنات الفايكنغ في أمريكا الشمالية وللموقع أهمية كبرى لإنها تقدم الدليل على الوجود الأوربي في أمريكا الشمالية قبل كولومبوس.

## التأريخ
أكتشف الموقع الآثاريين النرويجيين هيلج آنستاد وزوجته آن ستاين انستاد بمساعدة أحد السكان المحليين وأسمه جورج دكر،حيث دلهم دكر إلى أكوام من التراب المغطاة بالعشب وكان السكان المحليين يدعونها «المخيم الهندي القديم» وكان واضحاً إن تلك الاكوام هي بقايا منازل مدفونة. بين عامي 1961 و1968 قادهيلج آنستاد وزوجته آن ستاين انستاد سبع حملات تنقيب أثارية للتنقيب في الموقع وأكتشفوا ثمان بيوت كاملة وبقايا بيت ثامن وتم تعريف الآثار على إنها تعود لشعب النورس «وهم أحد شعوب الفايكنغ» بنائاً على الشبه القاطع بين المباني واللُقى الآثارية مع المباني واللُقى المُكتشفة في غريند لاند وايسلندا لفترة 1000 بعد الميلاد.
موقع لانس ميدو هو الموقع المؤكد الوحيد للوجود الأوربي في أمريكا الشمالية خارج غرينلاند سابقاً لوصول كولومبس بحوالي 500 عام.